# Lophocolea lucida
Lophocolea lucida là một loài rêu tản trong họ Lophocoleaceae. Loài này được (Spreng. ex Lehm. & Lindenb.) Mont. miêu tả khoa học lần đầu tiên năm 1839.